# Brando Vaʻaulu
Brando Vaʻaulu (ur. 3 maja 1987 w Auckland) – rugbysta grający na pozycji skrzydłowego ataku, mistrz świata z 2006 roku z australijską kadrą U-19, seniorski reprezentant Samoa.

## Kariera klubowa
Uczęszczał do Woodridge State High School i Brisbane State High School, zaś karierę rozpoczynał w klubie Sunnybank. Był członkiem Akademii Reds w 2006 i 2007 roku. Dla Queensland zadebiutował w nieoficjalnym spotkaniu z japońskim klubem NEC Green Rockets, następnie już w barwach Reds wystąpił przeciw rezerwom reprezentacji Fidżi i w trzech meczach zakończonej na finale kampanii Australian Provincial Championship.
W Super 12 zadebiutował w 2007 roku przeciwko Hurricanes i zagrał łącznie w dziesięciu spotkaniach sezon koronując wyróżnieniem Reds Rookie of the Year. Rok później zagrał w ośmiu meczach zaliczając dwa przyłożenia. Rok 2009 rozpoczął od występów na pozycji środkowego ataku w przedsezonowych meczach przygotowawczych, w trakcie sezonu był trapiony kontuzjami i opuścił też początek kolejnego.
W tym samym czasie na poziomie klubowym związany był z zespołami Sunnybank i University of Queensland
W czerwcu 2010 podpisał kontrakt z występującym w Top 14 i Europejskim Pucharze Challenge klubem CS Bourgoin-Jallieu, zaś od 2011 roku występował w japońskim Tokyo Gas Rugby.
W 2014 roku powrócił do Australii, gdzie ponownie związał się z Sunnybank. Został także wytypowany do występującego w National Rugby Championship zespołu Brisbane City, z którym triumfował w inauguracyjnej edycji.

## Kariera reprezentacyjna
Był stypendystą ogólnokrajowych programów National Talent Squad oraz Australian Institute of Sport.
Był reprezentantem Queensland w kategorii U-18 i po zakończonych na finale mistrzostwach kraju otrzymał powołanie do kadry Australian Schoolboys i znalazł się w składzie drużyny „A” na mecz z irlandzkimi rówieśnikami. Następnie wraz z kadrą w rugby 7 zdobył w grudniu złoty medal na Igrzyskach Wspólnoty Narodów Młodzieży 2004. Rok później wraz z Australian Schoolboys udał się na tournée na Wyspy Brytyjskie.
Stan reprezentował również w kategorii U-19, a z kadrą narodową zwyciężył w rozegranych w kwietniu 2006 roku w Dubaju mistrzostwach świata w tej kategorii wiekowej. Na tym turnieju zagrał we wszystkich pięciu spotkaniach zdobywając piętnaście punktów z przyłożeń. Dwa miesiące później znalazł się w reprezentacji U-21 na czerwcowe mistrzostwa świata we Francji, podczas których pojawił się na boisku w dwóch z pięciu spotkań nie zdobywając punktów, a młodzi Australijczycy w meczu o brązowy medal ulegli Nowozelandczykom.
Po raz pierwszy powołanie do seniorskiej reprezentacji Samoa otrzymał w 2010 roku, zadebiutował jednak dopiero w roku 2013 w czerwcowym turnieju w Południowej Afryce. Został następnie wytypowany do udziału w listopadowych meczach w Europie, obejmujących też potyczkę z Barbarians Français. W spotkaniu z Irlandczykami nieprzyjemnie zderzył się z Tusi Pisi, po czym obaj musieli opuścić boisko.
Pod koniec maja 2014 roku wystąpił przeciwko Japonii zdobywając jedno z przyłożeń.